# Henry Hansen
Henry Peter Christian Hansen (Glostrup, 16 de març de 1902 - Gentofte, 28 de març de 1985) va ser un ciclista danès que va córrer durant les dècades de 1920 i 1930.
El 1928 va prendre part en els Jocs Olímpics d'Estiu d'Amsterdam, on va guanyar dues medalles d'or en la contrarellotge per equips, formant equip amb Orla Jørgensen i Leo Nielsen, i en la contrarellotge individual. El 1932, als Jocs de Los Angeles, va guanyar una medalla de plata en la contrarellotge per equips, junt a Frode Sørensen i Leo Nielsen. En la contrarellotge individual quedà dotzè.
A banda d'aquests èxits també guanyà set campionats nacionals amateurs en ruta i un campionat del món, també amateur. Després de retirar-se de les competicions va ocupar diversos càrrecs administratius, com ara la presidència de la Unió Danesa de Ciclisme entre el 1967 i 1971.

## Palmarès
- 1921
  -  Campió de Dinamarca en ruta amateur
- 1923
  -  Campió de Dinamarca en ruta amateur
- 1925
  -  Campió de Dinamarca en ruta amateur
  - 1r a Nordisk Mesterskab de contrarellotge individual
- 1926
  -  Campió de Dinamarca en ruta amateur
  - 1r a Nordisk Mesterskab de contrarellotge individual
  - 1r a Nordisk Mesterskab de contrarellotge per equips (amb Erik Andersen, Orla Jørgensen i Sv. Frederiksen)
- 1927
  -  Campió de Dinamarca en ruta amateur
  - 1r a Nordisk Mesterskab de contrarellotge individual
- 1928
  -  Campió olímpic de contrarellotge individual
  -  Campió olímpic de contrarellotge per equips
- 1929
  -  Campió de Dinamarca en ruta amateur
  - 1r a Nordisk Mesterskab de contrarellotge individual
  - 1r a Nordisk Mesterskab de contrarellotge per equips (amb Poul Sørensen, Finn Nymann i Oluf Clausen)
- 1930
  -  Campió de Dinamarca en ruta amateur
- 1931
  -  Campió del món en ruta amateur
- 1932
  -  Medalla de plata olímpica de contrarellotge per equips